# En nedtegnelse om buddhistisk praksis sendt hjem fra det sydlige hav
En nedtegnelse om buddhistisk praksis sendt hjem fra det sydlige hav (forenklet kinesisk: 南海 寄 归 内 法 传; traditionel kinesisk: 南海 寄 歸 内 法 傳; Wade-Giles: Nanhai Jigui Neifa Zhuan) er beretningen for en buddhistisk Tang-kinesisk munk, Yi Jing, om hans rejse og 25 års ophold i Indien og Srivijaya mellem årene 671 og 695 e.Kr. Titlen er på engelsk også blevet oversat som Accounts of the Inner Law Sent Home from the South Sea
(Redegørelse for den Indre Lov sendt hjem fra Sydhavet) og forskellige andre lignende titler. En oversættelse på engelsk blev først givet i en oversigt over den buddhistiske religion som praktiseret i Indien og den malaysiske øhav ved J. Takakusu i 1896.

## Indhold
Bogen registrerer Yi Jing's ophold i Nalanda, en buddhistisk Mahāvihāra i det nordøstlige Indien, og beskriver munkenes liv og praksis der. Det giver også geografisk og religiøs information om lande i området ved Det Sydkinesiske Hav, hvoraf der fandtes mere end ti under Tang-dynastiet. Det blev registreret, at buddhismen for eksempel blomstrede i landene i Det Sydkinesiske Hav, og at de fleste af disse lande praktiserede hinayana-buddhismen, men buddhismen i Kongeriget Funan var blevet elimineret, efter at det var blevet erobret.
Bogen er opdelt i 40 kapitler. I modsætning til sin forgænger, Yi Jing Xuanzangs rejsebeskrivelse, som giver beskrivelser af de områder, han besøgte, foretrak Yi Jing at begrænse sig til beskrivelser af buddhismens skikke, regler og bestemmelser som de blev praktiseret i dets hjemland. Hans detaljerede redegørelse for monastiske regler og praksis er værdifuld for undersøgelsen af buddhisme og buddhistiske litteraturer i perioden, da mange af de kilder, han citerede nu er gået tabt.